# Surrey
Surrey [ˈsʌɹɪ] ist eine Grafschaft (County) im Süden Englands. Sie besteht aus den Distrikten Elmbridge, Epsom and Ewell, Guildford, Mole Valley, Reigate and Banstead, Runnymede, Spelthorne, Surrey Heath, Tandridge, Waverley und Woking. Die Grafschaft grenzt an Hampshire, Berkshire, Greater London, Kent, East Sussex und West Sussex.
Surrey hat etwa eine Million Einwohner. Die traditionelle Hauptstadt der Grafschaft war Guildford, hier befindet sich auch die University of Surrey. Seit 2020 befindet sich der Verwaltungssitz in Reigate. Bis 2020 war der Verwaltungssitz in Kingston upon Thames, das seit 1965 nicht mehr in der Grafschaft liegt, sondern in Greater London.
Dank seiner Nähe zu London gibt es in Surrey zahlreiche Pendlergemeinden. Die Bevölkerungsdichte ist sehr hoch und die Bewohner sind im Durchschnitt wohlhabender als andere Bürger des Vereinigten Königreichs.
Ein Großteil von Surrey liegt im Grünen Gürtel. Da der Boden sehr sandig ist und landwirtschaftlich nur begrenzt genutzt werden kann, gibt es eine große Zahl von Fuß- und Reitwegen. Deshalb bietet Surrey viele Möglichkeiten für ländliche Freizeitaktivitäten. Die Garten- und Parkanlagen der Region sind in das European Garden Heritage Network eingebunden.
Surrey ist außerdem die Heimat vieler Prominenter. Musiker wie Phil Collins, Eric Clapton, Bryan Ferry und Ringo Starr leben in Surrey. TV-Stars wie Liz Hurley und der ehemalige McLaren-Vorstandsvorsitzender Ron Dennis haben ihr Landhaus in Surrey.

## Geografie
Surrey wird durch den Kreidekamm der North Downs geteilt, der in Ost-West-Richtung verläuft. Der Kamm seinerseits wird durchzogen von Surreys Hauptflüssen Wey und Mole, die Nebenflüsse der Themse sind. Die Themse bildete vor der staatlichen Neugliederung die Nordgrenze Surreys. Nördlich der Downs ist Surrey weitgehend eben und bildet einen Teil des Themsebeckens. Geologisch wird dieses Gebiet bestimmt durch London Clay im Osten, Bagshot Sand im Westen und angeschwemmten Ablagerungen entlang der Flüsse. Südlich der Downs und im westlichen Teil der Grafschaft befinden sich die aus Sandstein bestehenden Surrey Hills. Weiter im Osten befindet sich die ebene Landschaft Low Weald, die sich im äußersten Südosten bis zum Rand der High Weald erstreckt. Die Downs und der südliche Bereich bilden einen Teil einer runden Struktur aus geologischen Ablagerungen, die sich auch über den Süden Kents und große Teile Sussex’ ausbreitet. Diese Struktur setzt sich vorwiegend aus Wealden Clay, Lower Greensand und dem Kalkstein der Downs zusammen.

## Geschichte
Der Name Surrey leitet sich vom Sächsischen „Sūþrīge“ oder „Suthrige“ ab, der Bezeichnung für die „Südliche Region“ des Königreichs Middlesex („Mittelsachsen“). Tatsächlich liegt Surrey bis heute südlich des ehemaligen County of Middlesex, also dem heutigen Greater London.
Surrey war früher in 14 hundreds unterteilt. Bis 1889 gehörten zu Surrey auch die heute zu London gehörigen Boroughs Lambeth, Southwark und Wandsworth. 1965 wurden die Boroughs Croydon, Kingston upon Thames, Merton, Richmond upon Thames und Sutton Teile von Greater London; dafür erhielt Surrey Spelthorne von Middlesex.
Bei der Kommunalreform 1974 wurden der Flughafen London-Gatwick und das umliegende Land West Sussex zugeordnet.

## Städte und Orte
- Abinger Common, Abinger Hammer, Addlestone, Albury, Alfold, Ash, Ashford, Ashtead
- Bagshot, Banstead, Betchworth, Bisley, Bletchingley, Blindley Heath, Bramley, Brockham, Buckland, Burgh Heath, Byfleet
- Camberley, Capel, Caterham, Chaldon, Charlwood, Chertsey, Chiddingfold, Chipstead, Chobham, Christmaspie, Churt, Claygate, Cobham, Cranleigh
- Dorking, Dormans Land, Dunsfold
- Earlswood, East Clandon, East Horsley, Effingham, Egham, Elstead, Englefield Green, Epsom, Esher, Ewell, Ewhurst
- Farncombe, Farnham, Fetcham, Forest Green, Frensham, Frimley
- Godalming, Godstone Green, Gomshall, Great Bookham, Guildford
- Hambledon, Hascombe, Haslemere, Headley, Hersham, Hindhead, Holmbury St Mary, Holmwood, Hooley, Horley, Horsell, Hurst Green
- Kingswood
- Laleham, Leatherhead, Limpsfield, Lingfield, Little Bookham
- Merrow, Merstham, Mickleham, Milford, Molesey
- Normandy, Nutfield
- Ockham, Ockley, Onslow Village, Ottershaw, Outwood, Oxshott, Oxted
- Peaslake, Pirbright, Pyrford, Puttenham
- Redhill, Reigate, Ripley, Rowly
- Redlands, reetgedecktes Landhaus des Musikers Keith Richards
- Salfords, Send, Shackleford, Shalford, Shepperton, Shere, Shottermill, South Godstone, Staines-upon-Thames, Stanwell, Stoke D’Abernon, Sunbury-on-Thames
- Tadworth, Tandridge, Thames Ditton, Thorpe, Thursley, Tilford, Tongham
- Virginia Water
- Walton-on-Thames, Walton-on-the-Hill, Wanborough, Warlingham, West Clandon, West Horsley, Westcott, Weybridge, Whyteleafe, Windlesham, Wisley, Witley, Woking, Woldingham, Wonersh, Wormley, Worplesdon, Wotton

## Verschiedenes
- Brookwood Cemetery ist ein Friedhof für London, der ab 1854 für viele Jahre der größte Friedhof der Welt war.
- Die Romanfigur Harry Potter wohnt fast 16 Jahre lang in Little Whinging, einem fiktiven Ort in Surrey.
- 2004 wurde das Leatherhead Drama Festival in Surrey ins Leben gerufen.[3]